# Antonio Stradivari
Antonio Stradivari (tudi latinizirano: Antonius Stradivarius), italijanski izdelovalec godal, * 1644 ali 1648, Cremona, † 18. december 1737, Cremona.
Stradivari je najslavnejši izdelovalec godalnih instrumentov vseh časov. Predvsem so cenjene njegove violine, imenovane tudi Stradivarke, katerih cene se trenutno gibljejo v milijonih evrov.

## Življenje in delo
Stradivarievi spomini na Piazza di Roma v Cremoni Italiji
V letih 1666 do 1679 je bil Stradivari verjetno učenec Nicola Amatia. Leta 1680 pa je z lastno delavnico v Pizza San Domenico v Cremoni v severni Italiji postal samostojen. Modelov ni začel graditi samo v slogu svojega mojstra, ampak je spreminjal tudi način gradnje, preizkušal je debelino lesa in različne nianse lakov. Kot najboljši so bili ocenjeni instrumenti, ki jih je izdelal med letoma 1698 in 1725. Pri instrumentih, ki so signirani (popisani) po letu 1730, pa obstaja možnost, da sta mu pri izdelavi instrumentov pomagala sinova Omobono in Francesco. 
Ocenjuje se, da je Stradivari v svoji bogati karieri izdelal okrog 1100 volin, viol, violončel (čel), nekoliko kitar in eno harfo. Violončel je danes le še okoli 60. Ocenjuje se, da je danes skupaj ohranjenih še 650 instrumentov.  
Antonio Stradivari je umrl 18. decembra 1737 v Cremoni in je pokopan v Baziliki di San Domenico, leta 1868 pa so nagrobni kamen (spomenik) prenesli na Piazza di Roma.